# Helmut Willy Joos
Helmut Willy Joos (* 12. März 1935 im Schwarzwald; † 26. Februar 2018 in Frankfurt am Main) war ein deutscher Architekt. Er hat das Stadtbild von Frankfurt am Main nachhaltig geprägt.

## Leben
Joos, dessen Mutter bei einem schweren Bombenangriff auf Pforzheim starb und dessen Vater in Russland als Soldat gefallen war, studierte nach einer Lehre als Maurer und Zimmermann Architektur in Karlsruhe bei Egon Eiermann und in Mainz. 1961 kam er nach Frankfurt am Main und eröffnete 1963 ein Architekturbüro, aus dem sich 1980 zusammen mit Reinhart W. Schulz und Karsten Krüger-Heyden sowie später mit Jurek M. Slapa das international tätige Büro JSK mit über 200 Mitarbeitern mit zahlreichen Standorten im In- und Ausland entwickelte. 
Das erste größere Projekt war ein Terrassenhaus in der Ulmenstraße im Frankfurter Westend. Für den Frankfurter Immobilienunternehmer Josef Buchmann plante er 1963 das 1969 realisierte Rhein-Main-Center an der Bockenheimer Landstraße, damals das zweithöchste Gebäude der Stadt nach dem damaligen Shell-Hochhaus. Es folgten Großprojekte wie Die Welle in unmittelbarer Nähe der Alten Oper, das Hochhaus Skyper oder am Flughafen Frankfurt Main das 660 Meter lange The Squaire und das Terminal 2. Das 250 Meter hohe Hochhaus Campanile südlich des Hauptbahnhofs in Frankfurt wurde jedoch nie realisiert.